# Olmo (Venècia)
Olmo (italià) o L'Olmo (en vènet) és una frazione amb 5.383 habitants al terme comunal de Martellago a la ciutat metropolitana de Venècia, a uns 6 km de Mestre.

## Parròquia
La notable ampliació de l'edificació després de la Segona Guerra Mundial va suposar la necessitat d'atendre també les necessitats religioses del nou barri d'Olmo. L'any 1965 es va construir una modesta capella dependent de l'església de Maerne (recentment enderrocada per donar pas al nou centre parroquial), però l'any 1975 es va constituir una parròquia eclesiàstica autònoma, dedicada a l’Annunciazione del Signore.
La construcció de la nova església, dissenyada per l'arquitecte Don Angelo Polesello, va començar el 1988 i va acabar el 1991 i la consagració fou presidida pel bisbe de Treviso Paolo Magnani.

## Infraestructures de transport
El llogaret rep el servei d'algunes línies urbanes i interurbanes de l'Actv que connecten la carretera provincial 38 (Via Olmo) amb diverses zones del nucli urbà de Mestre, amb Venècia i amb els principals nuclis de la zona de Miranese.